# Jon Pardi
Jonathan Ryan Pardi (nascut el 20 de maig de 1985) és un cantant i compositor estatunidenc de música country. Ha llançat quatre àlbums d'estudi a través de Capitol Nashville: Write You a Song (2014), California Sunrise (2016), Heartache Medication (2019) i Mr. Saturday Night (2022). A més, catorze senzills de Pardi han assolit entrar a les llistes Billboard Hot Country Songs i Country Airplay, aconseguint la primera posició en aquesta darrera llista les cançons: "Head Over Boots", "Dirt On My Boots", "Heartache Medication" i "Last Night Lonely". L'estil musical de Pardi està definit per influències del country neotradicional.

## Biografia
Pardi va créixer a Dixon, Califòrnia, on va assistir a l'Institut Dixon i on va graduar-se l'any 2003. Pardi començà a compondre i escriure música quan tenia 12 anys, i als 14, va formar la seva pròpia banda. Després de graduar-se, es va traslladar a Nashville amb l'objectiu d'iniciar una trajectòria musical.

## Premis i nominacions
| Any  | Premi                                    | Categoria                                 | Receptor/Obra        | Resultat  |
| ---- | ---------------------------------------- | ----------------------------------------- | -------------------- | --------- |
| 2017 | Premis de l'Associació de Música Country | Premi a l'Artista Novell de l'Any         | Ell                  | Guanyador |
| 2017 | Premis de l'Associació de Música Country | Premi al Senzill de l'Any                 | "Dirt On My Boots"   | Nominat   |
| 2017 | Premis de l'Associació de Música Country | Premi a la Cançó de l'Any                 | "Dirt On My Boots"   | Nominat   |
| 2017 | CMT Music Awards                         | Vídeo Descobriment de l'Any               | "Dirt On My Boots"   | Nominat   |
| 2017 | Premis de l'Acadèmia de Música Country   | Premi a l'Artista Masculí Novell de l'Any | Ell                  | Guanyador |
| 2017 | American Music Awards                    | Cançó Preferida - Country                 | "Dirt On My Boots"   | Nominat   |
| 2018 | iHeartRadio Music Awards                 | Cançó Country de l'Any                    | "Dirt On My Boots"   | Nominat   |
| 2018 | iHeartRadio Music Awards                 | Millor Artista Novell                     | Ell                  | Nominat   |
| 2018 | Premis de l'Acadèmia de Música Country   | Premi a l'Àlbum de l'Any                  | California Sunrise   | Nominat   |
| 2020 | Premis de l'Acadèmia de Música Country   | Premi a l'Àlbum de l'Any                  | Heartache Medication | Nominat   |
| 2020 | Premis de l'Associació de Música Country | Premi a l'Àlbum de l'Any                  | Heartache Medication | Nominat   |